# General Mediterranean Holding
 (avril 2021).
Si vous disposez d'ouvrages ou d'articles de référence ou si vous connaissez des sites web de qualité traitant du thème abordé ici, merci de compléter l'article en donnant les références utiles à sa vérifiabilité et en les liant à la section « Notes et références ».
La General Mediterranean Holding (ou GenMed) est la société financière holding qui chapeaute l'empire de l'intermédiaire anglo-irakien Nadhmi Auchi. Ce dernier a été impliqué dans le volet espagnol de l'affaire Elf (Ertoil). Son bras droit Nasir Abid a été mis en cause par un témoin dans le financement occulte du Rassemblement pour la France (RPF) de Charles Pasqua.
Elle a compté au sein de son conseil d'administration plusieurs personnalités politiques anglaises ou luxembourgeoises, comme l'ancien président de la Commission européenne Jacques Santer qui y siège toujours en 2013.
En 2018, le siège luxembourgeois du groupe est vendu à Baltisse.